# Hematitova grupa
| Mineral    | Kemijska formula | Parametri ćelije        |
| Hematit    | α-Fe2O3          | a = 5.03 Å, c = 13.74 Å |
| Korund     | Al2O3            | a = 4.75 Å, c = 12.97 Å |
| Eskolait   | Cr2O3            | a = 4.96 Å, c = 13.60 Å |
| Karelianit | V2O3             | a = 4.99 Å, c = 13.98 Å |

Hematitova grupa je grupa metalo-oksidnih minerala (oksida željeza, aluminija, kroma i vanadija) identične kristalne strukture i općenite kemijske formule R2O3.
Kristalna struktura temelji se na heksagonskoj gustoj slagalini kisikovih aniona, jedinična ćelija pripada heksagonskom kristalografskom sustavu, prostorna grupa R-3c.